# 埃爾斯莫爾鎮區 (堪薩斯州艾倫縣)
埃爾斯莫爾鎮區（英語：Elsmore Township）為位在美國堪薩斯州艾倫縣的鎮區。2010年美国人口普查中該鎮區人口有414人。

## 地理
埃爾斯莫爾鎮區涵蓋面積165.3平方（63.8平方英里），境內擁有兩座城市：埃爾斯莫爾以及薩沃堡。

### 墓園
根據美國地質調查局的資料，此鎮區擁有4座墓園：
- 埃爾斯莫爾墓園（Elsmore Cemetery）
- 弗倫茲霍姆墓園（Friends Home Cemetery）
- 哈莫尼墓園（Harmony Cemetery）
- 舊埃爾斯莫爾墓園（Old Elsmore Cemetery）

### 溪流
通過此鎮區的溪流有：
- 馬馬頓溪傑基支流（Jackie Branch Marmaton Creek）
- 利特爾溪（Little Creek）
- 馬德溪（Mud Creek）

## 人口統計
根據2010年美國人口普查，埃爾斯莫爾鎮區人口有414人，人口密度為2.5人/平方公里。種族方面，95.41%為白人；0.24%為非裔美洲人；1.21%為美洲原住民；0.48%為亞洲人；0%為太平洋島民；0.24%為其他種族；另外有2.42%為兩個或以上的種族。而西班牙裔美國人或拉丁美洲人佔該鎮區人口的2.42%。

## 外部連結
- US-Counties.com
- City-Data.com （页面存档备份，存于）